# Gangi
Gangi (sicilsky Ganci) je italská obec v Metropolitním městě Palermo v centrální části Sicílie. V obci Gangi bylo k 31. srpnu 2020 registrováno 6 406 obyvatel. Historické městečko je jedním z 308 členů (stav k prosinci roku 2020) asociace I Borghi più belli d'Italia (Nejkrásnější historická sídla v Itálii). Patronem Gangi je svatý Cataldo.

## Geografie
Gangi leží v jižním předhůří Sicilských Apenin zhruba 24 km vzdušnou čarou od jižního pobřeží Tyrhénského moře, v hornaté krajině sicilského vnitrozemí, ohraničené pohořím Madonie na severozápadě a pohořím Nebrodi na severovýchodě. Nadmořská výška území o rozloze 127,47 km², přináležejícího do katastru obce, se pohybuje kolem 900 metrů a místy přesahuje hranici 1000 metrů – nejvyšší body horského hřebene, zvedajícího se zhruba 6 km jihovýchodně od Gangi, dosahují od 1313 m n. m. do 1333 m n. m. (Monte Zimmara) či 1332 m n. m. (Monte Canale). Na západě území obce ohraničuje tok řeky Salso (pro odlišení od jiných stejnojmenných sicilských řek nazývaná též Imera meridionale nebo Salso Himeras). Na východě od Gangi protéká řeka Sperlinga, která se spojuje s jinou řekou Salso, pramenící v pohoří Nebrodi. Tato řeka Salso se posléze u města Adrana, ležícího na západním na úpatí Etny, vlévá do Simeta.

### Podnebí
Pokud jde o klima, nejvyšší průměrné denní teploty jsou zde v měsících červenci a srpnu, kdy dosahují kolem 26,5 °C, v zimních měsících se průměrná denní teplota pohybuje kolem 8 °C. Nejdeštivějšími měsíci jsou říjen a listopad. Celoroční úhrn srážek dosahuje necelých 500 mm.

## Historie
Nejstarší archeologické nálezy na území obce z doby bronzové jsou spojovány s tzv. kulturou Castelluccio (cultura di Castelluccio), spadající do období let 2300 až 1700 př. n. l. Do uvedené doby jsou také datovány jeskynní hroby v Serra del Vento (lokality Regiovanni a Zappaiello).
Historie Gangi bývá podle teoretických předpokladů ztotožňována se ztraceným mytickým městem Engyon (ve staré řečtině Ἔγγυον), které bylo založeno Kréťany na Sicílii kolem roku 1200 př. n. l. a které reprezentovalo v této oblasti mínojskou kulturu. Po zániku tohoto legendárního Engyonu (jak nasvědčují některé archeologické nálezy, to sídlo se mohlo nacházet v lokalitě Gangivecchio nebo Monte Alburchia) mělo být na sousedním vrcholu Monte Marone založeno město Engio (z latinského Engium), později nesoucí jméno Gangi. Ovšem ještě z 12. století, kdy na Sicílii vládl Jindřich VI. Štaufský, jsou v nejstarších dokumentech zmínky o sídle Gangi v lokalitě Gangivecchio. Toto sídlo mělo být zničeno v závěru 13. století během bojů, které následovaly po tzv. Sicilských nešporách, tj. po povstání Sicilanů proti vládě francouzského krále Karla I. z Anjou. Od 15. století, kdy byla Sicílie pod Španělskou nadvládou, nebyli ani obyvatelé Gangi ušetřeni pronásledování ze strany španělské inkvizice, která zde nechala mučit a popravit převora benediktinského kláštera z Gangivecchia. V průběhu staletí se ve vlastnictví hradu a města střídaly různé šlechtické rody.
V druhé polovině 18. století se na Sicílii rozšiřoval vliv svobodných zednářů, k čemuž přispěla i tzv. Accademia degli Industriosi di Gangi, kterou založil místní baron Francesco Benedetto Bongiorno.
Do historie první poloviny 20. století se zapsala událost, k niž došlo v Gangi 1. ledna 1926. Sicilský prefekt Cesare Mori, kterému se pro jeho tvrdé zásahy proti mafii přezdívalo „Železný prefekt“, tehdy nechal obsadit celé město. Policisté a karabiniéři prohledali dům od domu a během zatýkání mafiánů a dalších zločinců, kteří se zde ukrývali, neváhali použít jako rukojmí místní ženy a děti.

### Obyvatelstvo
V polovině 16. století mělo Gangi podle dobových dokumentů kolem čtyř tisíc obyvatel. V druhé polovině 19. století se počet obyvatel města pohyboval kolem 12 000-13 000, po roce 1910 byl zaznamenán prudký pokles v důsledku masové emigrace do Jižní Ameriky. Historicky maximálního počtu 15 753 osob bylo dosaženo na počátku 20. let 20. století (údaj z roku 1921). Od té doby nastává pokles, který stále pokračuje – například v dekádách mezi roky 2001 až 2011 a 2011 až 2021 se počet obyvatel Gangi vždy snížil o zhruba 400 až 600 osob.

## Pamětihodnosti
- Castello di Gangi – hrad z konce 13. století, který pravděpodobně založil hrabě Enrico II di Ventimiglia
- Chiesa madre di San Nicolò – chrám ze 14. století, zasvěcený sv. Mikuláši z Bari
- Abbazia di Gangi Vecchio – opatství Gangivecchio, založené v roce 1363
- Torre dei Ventimiglia – pozdně gotická brána s věží ze 14. století, postavená za vlády hrabat z Geraci
- Castello di Regiovanni – středověký hrad jižně od města
- Masseria fortificata di Bordonaro Soprano – pozůstatky středověké tvrze v nadmořské výšce 800 metrů nedaleko Regiovanni

## Partnerské obce
- Palazzolo Acreide na Sicílii
- Pianezza v Piemontu

## Galerie

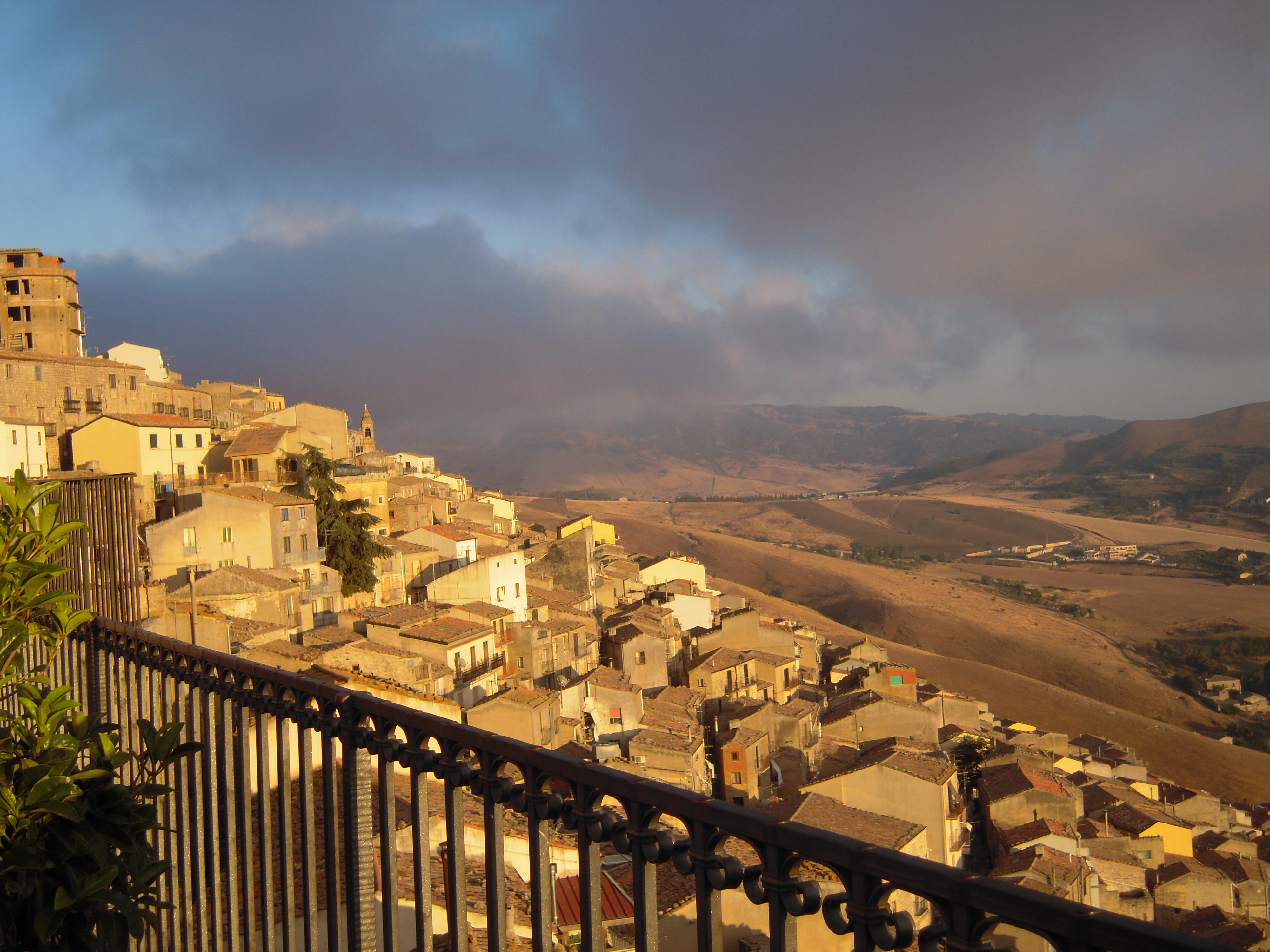
Zástavba na svazích Monte Marone
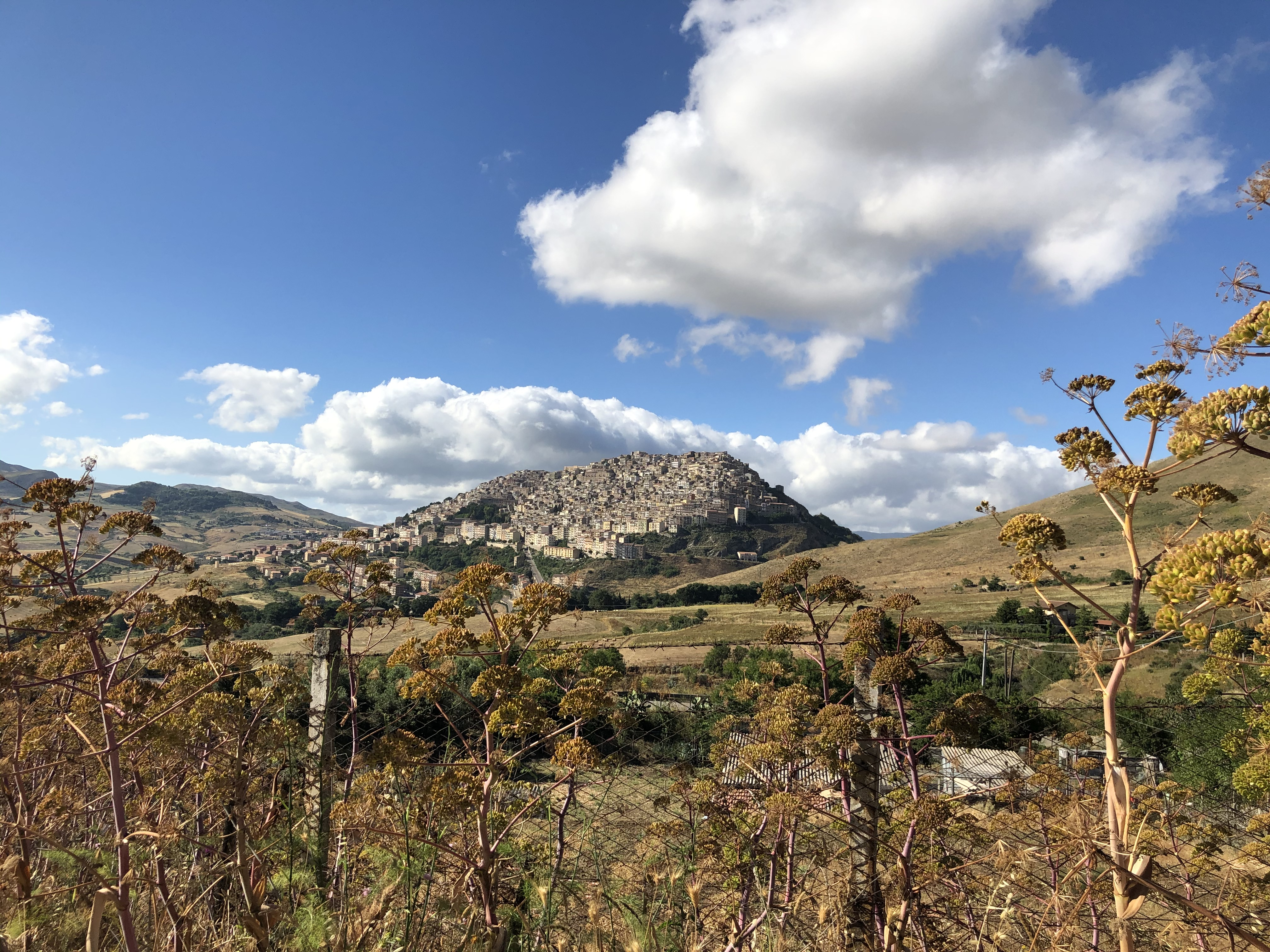
Krajina kolem Gangi
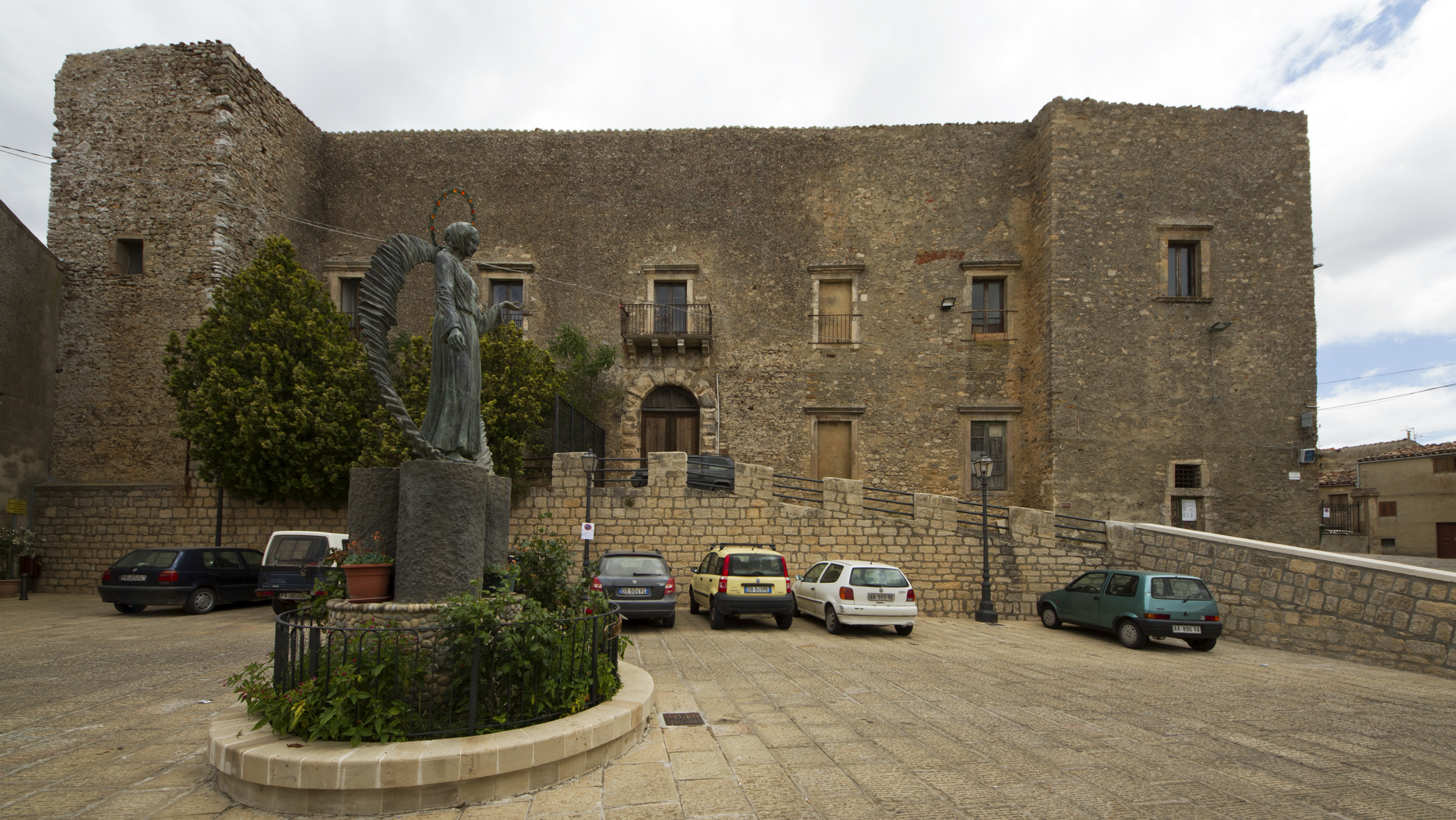
Hrad v Gangi
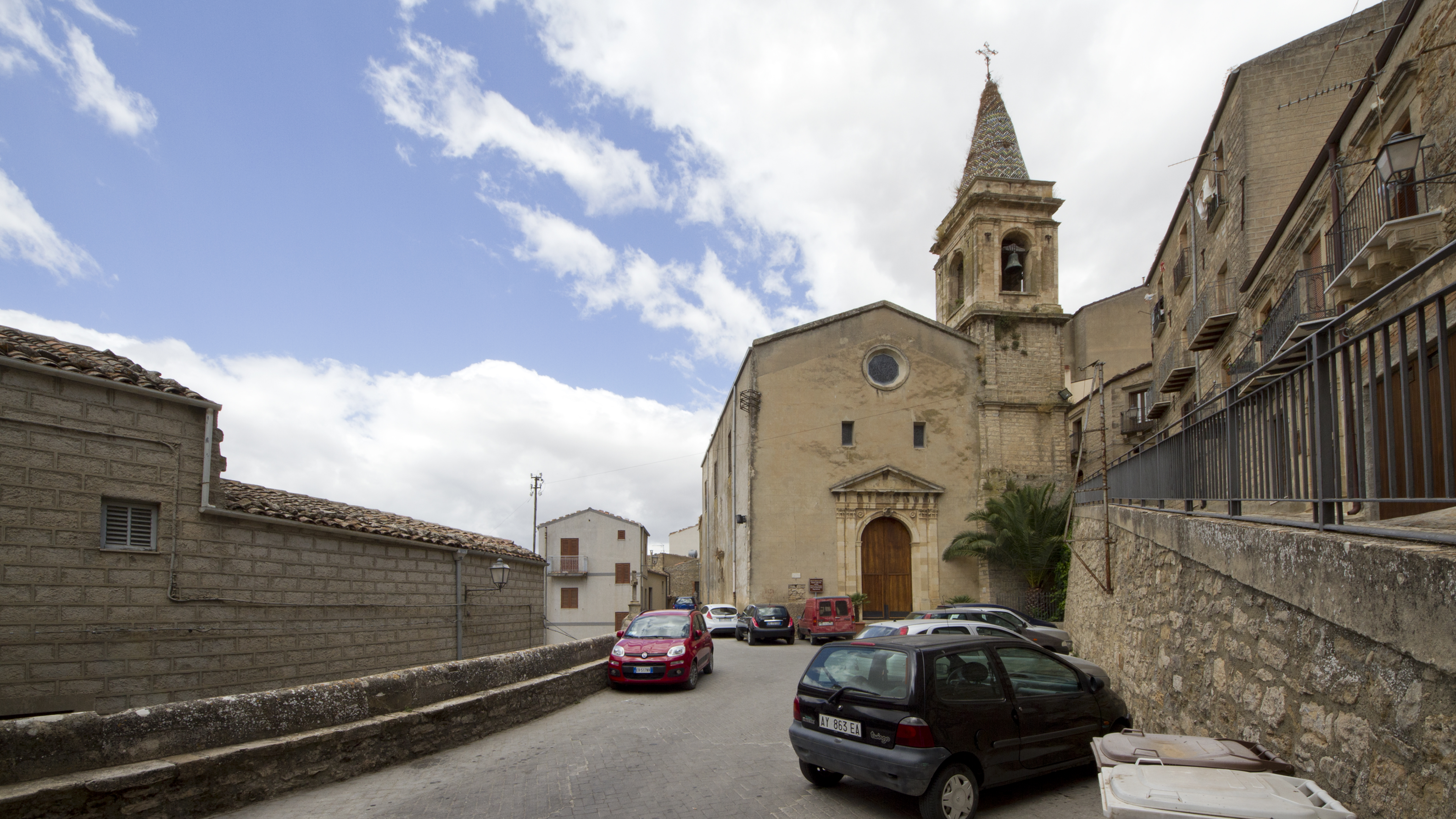
Kostel sv. Salvátora
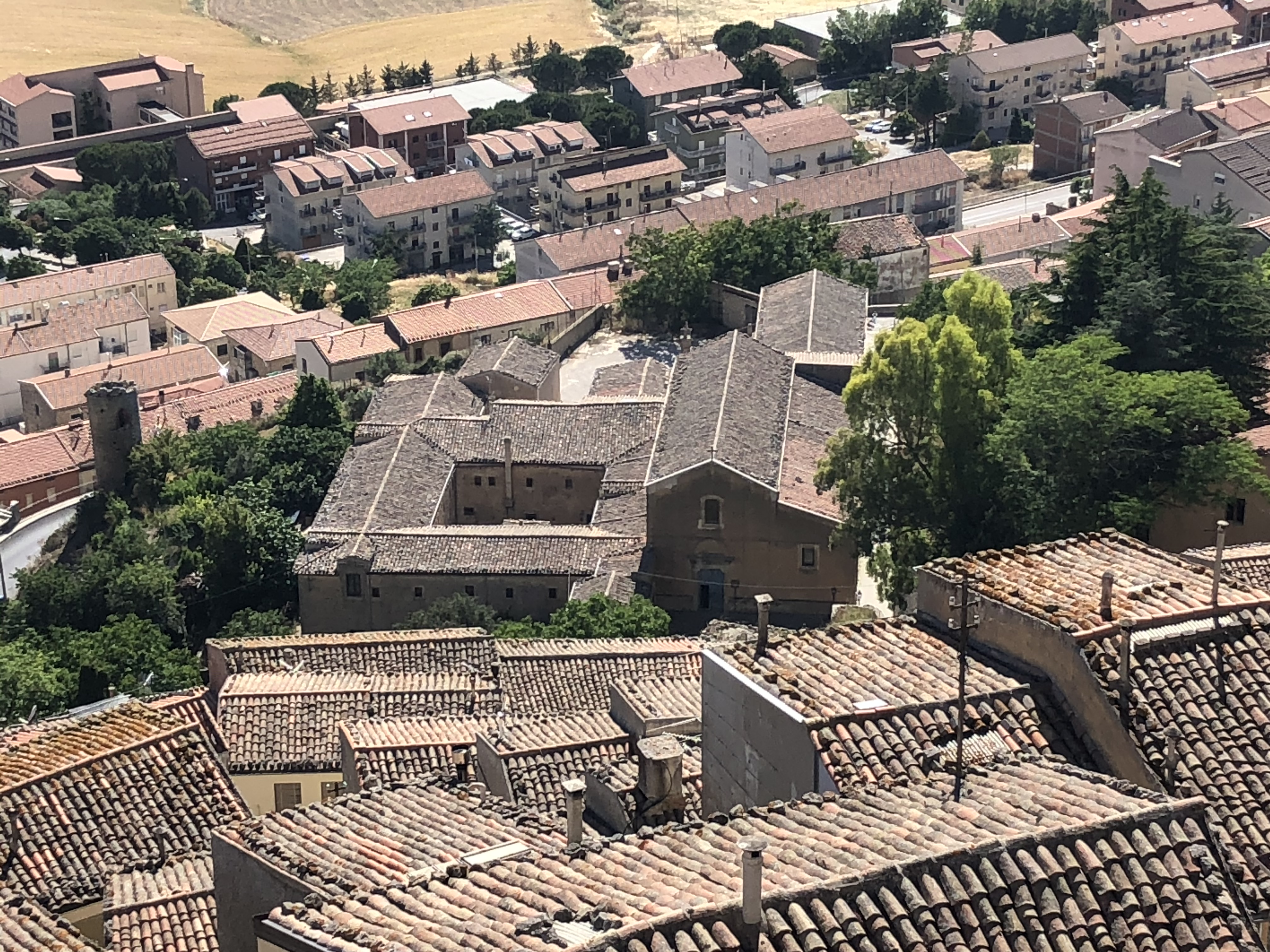
Kapucínský konvent a věž „Torre cilindrica“
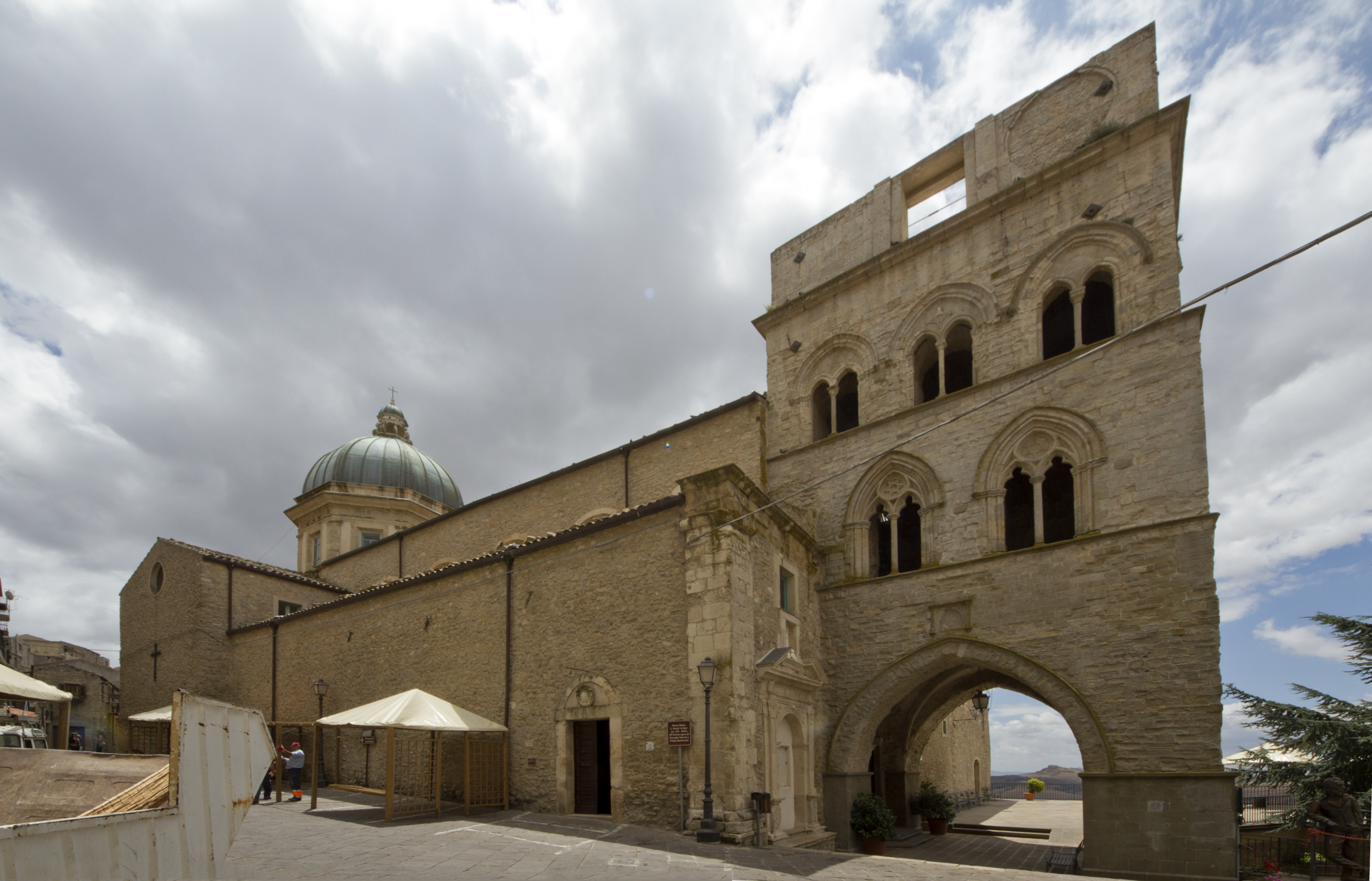
Chrám sv. Mikuláše a brána Ventimiglia